# Caesada
Caesada era un asentamiento de la península ibérica dentro de la Tarraconense. En el siglo III aparece relacionada como mansio en el Itinerario Antonino A-24 y en el Itinerario Antonino A-25 encabezado con el título de Alio itinere ab Emerita Cesaragustam 369 que significa Otro camino de Mérida a Zaragoza, 369 millas,  entre las plazas de Arriaca y Segontia. Según algunas teorías podría corresponderse con el asentamiento celtíbero de Kaisesa.
Claudio Ptolomeo la nombra también en su geografía entre las ciudades de Celtiberia con las coordenadas 41º Norte 12º 10’ Oeste.
Sabido es que por este valle del Henares pasaba la calzada romana denominada Item XXV que desde Mérida se dirigía a Zaragoza, y según los cálculos descritos en los clásicos itinerarios romanos, por la península ibérica, esta zona del Henares por Espinosa de Henares o Hita corresponde a la población de Caesada. Es indudable la existencia de villas romanas y otras construcciones antiquísimas en el lugar denominado de Santas Gracias, en la junta de los ríos, pues allí se han encontrado numerosos y curiosos objetos arqueológicos de dicha época, estando necesitado el enclave de una investigación a fondo en este sentido.